# 700 років мечеті хана Узбека і медресе (монета)
«700 ро́ків мече́ті ха́на Узбе́ка і медресе́» — ювілейна монета номіналом 5 гривень, випущена Національним банком України, присвячена найдавнішим освітньо-релігійним мусульманським пам'яткам, пов'язаним з історією та культурою кримськотатарського народу, — мечеті хана Узбека і медресе, побудованим на території міста Старий Крим на початку XIV ст.
Монету введено в обіг 10 жовтня 2014 року. Вона належить до серії «Пам'ятки архітектури України».

## Опис монети та характеристики
| Номінал грн. | Метал      | Маса, г | Діаметр, мм | Якість виготовлення       | Гурт     | Тираж, штук |
| ------------ | ---------- | ------- | ----------- | ------------------------- | -------- | ----------- |
| 5            | нейзильбер | 16,54   | 35,0        | спеціальний анциркулейтед | рифлений | 20 000      |

### Аверс
На аверсі монети розміщено: угорі малий Державний Герб України, напис півколом «НАЦІОНАЛЬНИЙ БАНК УКРАЇНИ», під яким (ліворуч) рік карбування монети — «2014»; у центрі на тлі стилізованого орнаменту номінал — «5 ГРИВЕНЬ» та логотип Монетного двору Національного банку України (унизу).

### Реверс
На реверсі монети зображено мечеть хана Узбека на тлі стилізованого орнаменту, ліворуч від якої напис «700/РОКІВ»; по колу розміщено написи: «ESKI QIRIM. ?ZBEK HAN CAMISI VE MEDRESE» та «МЕЧЕТЬ ХАНА УЗБЕКА І МЕДРЕСЕ».

## Автори

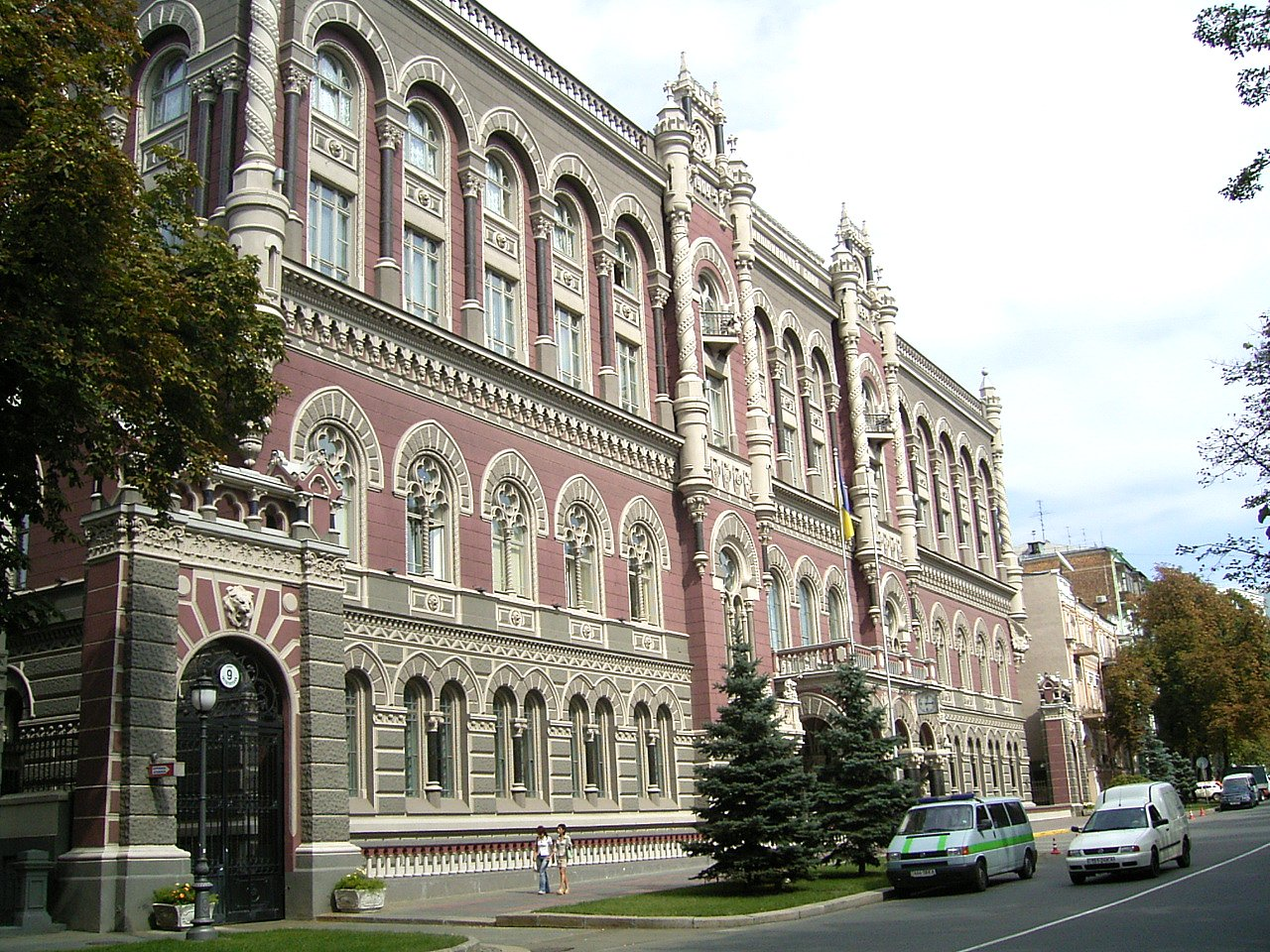
Будівля Національного банку України

- Художники: Таран Володимир, Харук Олександр, Харук Сергій.
- Скульптори: Атаманчук Володимир, Дем'яненко Анатолій.

## Вартість монети
Під час введення монети в обіг в 2014 році, Національний банк України реалізовував монету через свої філії за ціною 25 гривень.
Фактична приблизна вартість монети з роками змінювалася так:
| Рік        | 2015 | 2016 | 2017 | 2018 | 2019 | 2020 | 2021 | 2022 | 2023 | 2024 | 2025 |
| ---------- | ---- | ---- | ---- | ---- | ---- | ---- | ---- | ---- | ---- | ---- | ---- |
| Ціна, грн. | 69   | 70   | 200  | 190  | 185  | 185  | 190  | 200  | 280  | 470  | 490  |